# Русиново (Красносельский район)
Русиново — деревня в Красносельском районе Костромской области. Входит в состав Прискоковского сельского поселения.

## География
Находится в юго-западной части Костромской области на расстоянии приблизительно 13 км на восток-юго-восток по прямой от районного центра поселка Красное-на-Волге у левого берега Волги.

## История
Известна с 1872 года, когда здесь было учтено 11 дворов, в 1907 году отмечено было 17 дворов.

## Население
Постоянное население составляло 56 человек (1872 год), 70 (1897), 57 (1907), 9 в 2002 году (русские 100 %), 16 в 2022.